# Schauerschorn

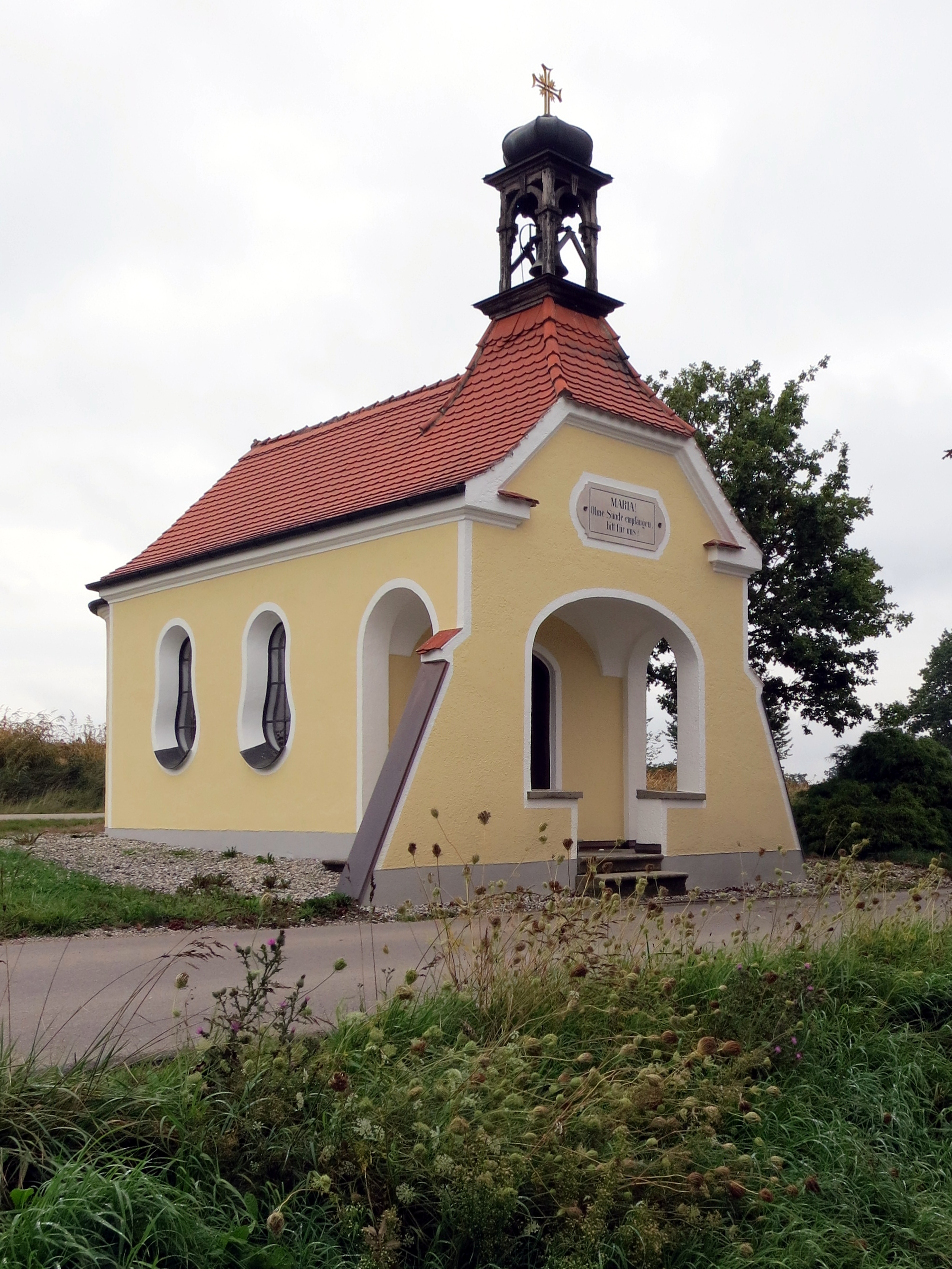
Marienkapelle

Schauerschorn ist ein Ortsteil des Marktes Altomünster im oberbayerischen Landkreis Dachau. Am 1. Januar 1976 kam die Einöde Schauerschorn als Ortsteil von Oberzeitlbach zu Altomünster.

## Geschichte
Der Ort erscheint erstmals um 1260 in einem Grundbuch des  Klosters Altomünster als „Schuochshorrn“.

## Sehenswürdigkeiten
- Katholische Kapelle St. Maria, erbaut 1905